# Jacob del Rio

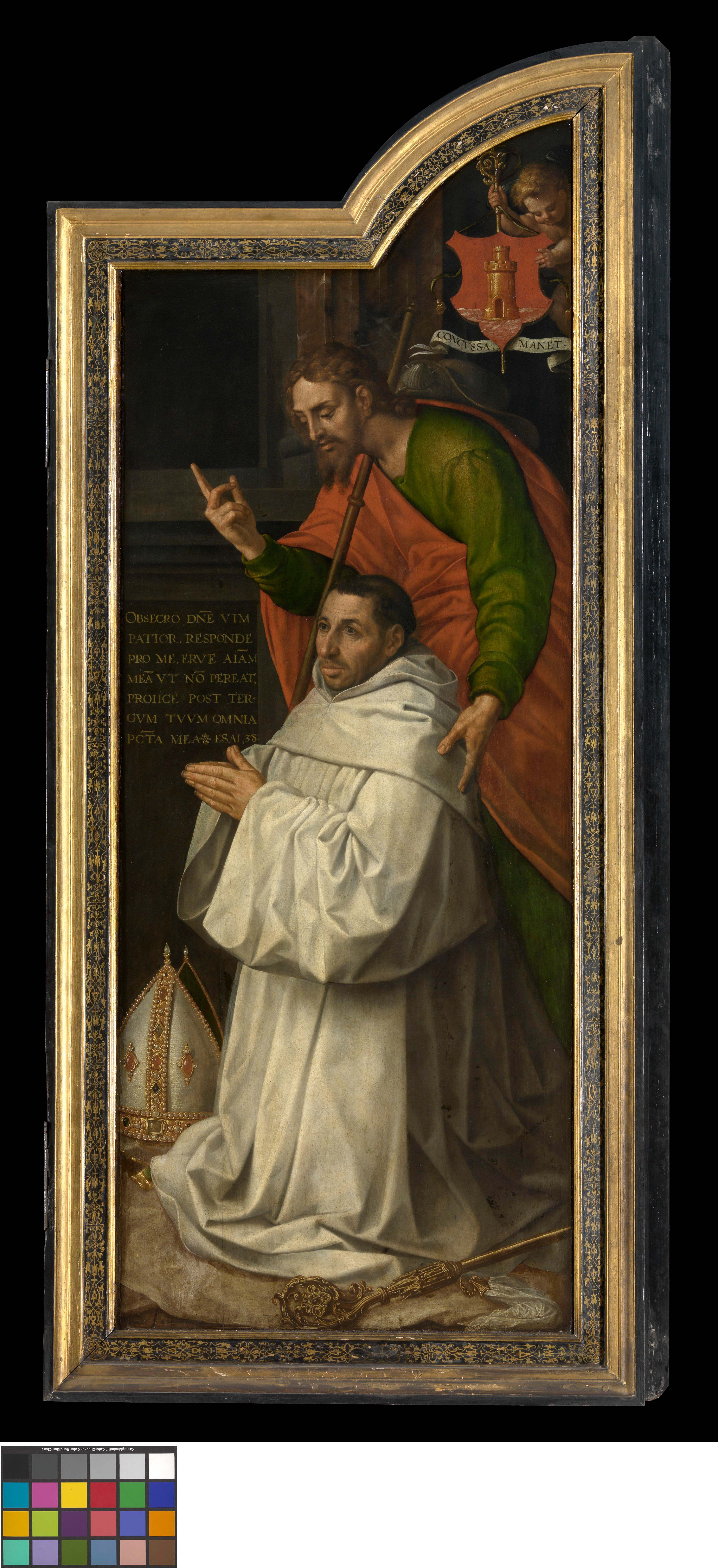
Abt Jacobus del Rio

Jacob del Rio (Brugge,1578 - 23 maart 1610)  was de 27e Cincerzienser abt van Baudeloo, in Gent.
Del Rio is geboren in een edele Brugse familie, die verschillende gronden bezat in het Waasland. Hij legde in Klein Sinaai, zijn geloften af in de Abdij van Boudelo, waar hij tot abt werd verkozen. Tijdens zijn abbatiaat werden de monniken verjaagd, en besloot de abt om de gemeenschap in Gent te herlocaliseren, met toestemming van de abt van Sint-Pieters.
Hij is vooral gekend als opdrachtgever van het Triptiek "De voorspelling van Hizkia’s genezing…", geschilderd door de Antwerpse schilder Jacob de Backer, bewaard in het Museum voor schone Kunsten te Gent. Hij verkoos als wapenspreuk:  CONCVSSA MANET. Na zijn dood werd hij opgevolgd door Guillelmo del Castillo. Zijn portret is bewaard.